# Zainab Masood
Zainab Khan (previamente Masood y Khan) es un personaje ficticio de la serie de televisión británica EastEnders, interpretada por la actriz Nina Wadia desde el 16 de julio del 2007, hasta el 8 de febrero del 2013. Nina interpretó a Zainab por casi cinco años en la serie.

## Antecedentes
Zainab nació y creció en Pakistán. Su familia se avergonzó de ella cuando tuvo una aventura con Masood mientras estaba casada con Yusef, como castigo la familia de Yusef le prendió fuego sin embargo Masood logró salvarla, inmediatamente después se divorció de Yusef y se casó con Masood, la pareja se mudó al Reino Unido en donde tuvieron a sus cuatro hijos, Syed, Tanwar, Shabnam y Kamil. Algunos miembros de la familia siguieron tratando a Zainab con desprecio entre ellos su cuñado, Inzamam Ahmed.

## Biografía
Finalmente en febrero del 2013 Zainab decidió irse con Kamil luego de que Masood le dijera que aunque la amaba su relación ya no lo hacía feliz.